# Антон (Изер)
Антон (фр. Anthon) — коммуна во Франции, находится в регионе Рона — Альпы. Департамент коммуны — Изер. Входит в состав кантона Пон-де-Шерюй. Округ коммуны — Вьенн.
Код INSEE — 38011. Население коммуны на 1999 год составляло 917 человек. Населённый пункт находится на высоте от 182 до 249 метров над уровнем моря. Муниципалитет расположен на расстоянии около 410 км юго-восточнее Парижа, 26 км восточнее Лиона, 80 км северо-западнее Гренобля. Мэр коммуны — Bruno Bon, мандат действует на протяжении 2008—2014 годов.
Динамика населения (INSEE):